# Lunula (Liturgie)

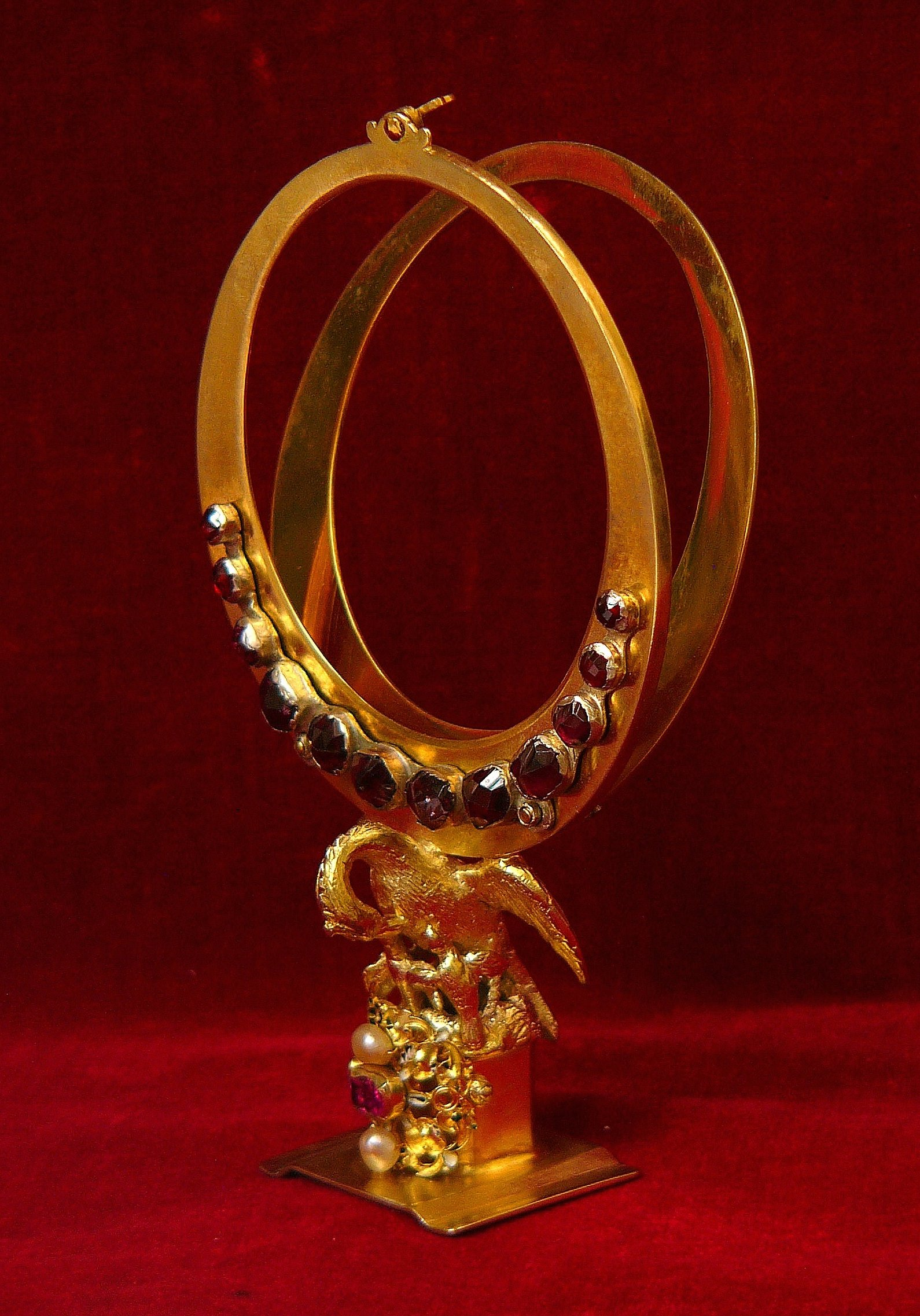
Lunula mit dem Motiv des Pelikans, der sich die Brust aufreißt, um seine Jungen zu füttern

Die Lunula (lat. „Möndchen“, „kleiner Mond“) ist eine in der katholischen Liturgie verwendete kleine, sichelförmige Halterung, mit der das Allerheiligste zur Anbetung in die Monstranz oder Custodia eingesetzt wird. Zuweilen erfolgt die Aussetzung des Allerheiligsten auch nur in der Lunula.
Mit dem Wort Lunula wurde in der römischen Antike ein halbmondförmiges Ornament bezeichnet. Da sie als Behältnis des Allerheiligsten bestimmt ist, ist sie häufig kostbar verziert.

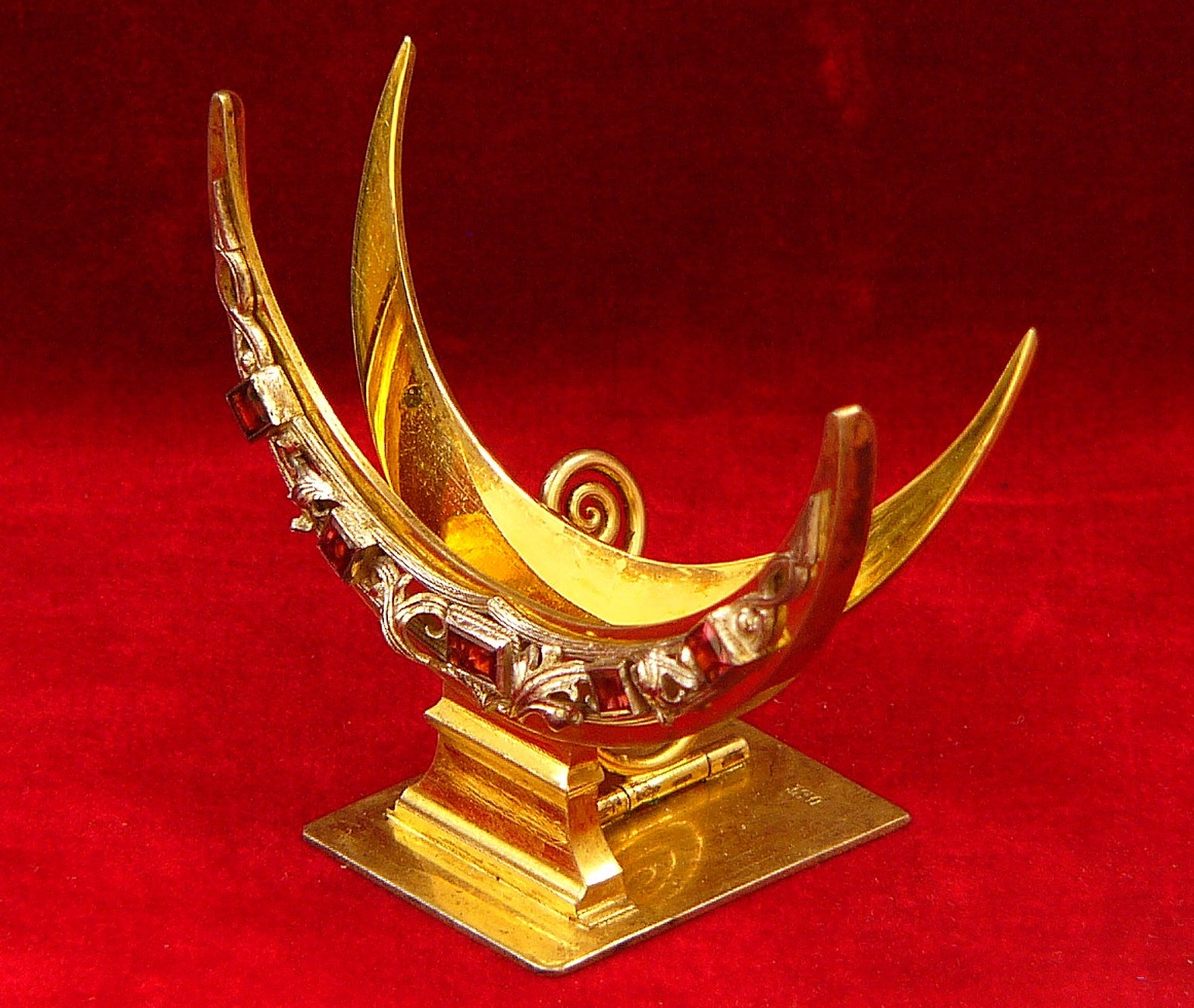
Eine geöffnete, halbmondförmige Lunula